# Chilongius eltofo
Chilongius eltofo is een spinnensoort in de taxonomische indeling van de Prodidomidae.
Het dier behoort tot het geslacht Chilongius. De wetenschappelijke naam van de soort werd voor het eerst geldig gepubliceerd in 2005 door Norman I. Platnick, Mohammad U. Shadab & Sorkin.